# Paratelaugis robusta
Paratelaugis robusta är en skalbaggsart som beskrevs av Kirsch 1870. Paratelaugis robusta ingår i släktet Paratelaugis och familjen Rutelidae. Inga underarter finns listade i Catalogue of Life.